# André Fort
André Louis Fort (ur. 20 września 1935 w Chalon-sur-Saône, zm. 19 sierpnia 2025) – francuski duchowny rzymskokatolicki, w latach 2002-2010 biskup Orleanu.

## Życiorys
Święcenia kapłańskie przyjął 8 kwietnia 1962 i został inkardynowany do diecezji Autun. Pracował przede wszystkim jako wychowawca w szkołach i seminariach m.in. w Rimont, Chalon, Dijon oraz Paray-le Monial.
18 lutego 1995 został mianowany koadiutorem diecezji Perpignan-Elne. Sakrę biskupią otrzymał 9 lipca 1995. 16 stycznia 1995 objął urząd ordynariusza. 28 listopada 2002 został mianowany biskupem Orleanu.
27 lipca 2010 przeszedł na emeryturę.

## Kontrowersje
W 2017 prokuratura w Orleanie wszczęła przeciwko Fortowi śledztwo w sprawie niezgłoszenia organom ścigania przestępstwa molestowania nieletnich przez jednego z księży z jego diecezji. W listopadzie 2018 orleański sąd uznał jego winę i skazał go na osiem miesięcy więzienia w zawieszeniu.